# Cerkelladies Bruges
Maillots
Le Cerkelladies Bruges, fondé en 1971 sous le nom KSV Cercle Bruges, est un club belge de football féminin situé à Bruges dans la Province de Flandre-Occidentale. C'est en 1998 qu'il devient le Cerkelladies Bruges.

## Histoire
L’équipe a été créée en 1971, lorsque les supporters féminines du Cercle Bruges ont joué un match entre elles, cette rencontre a eu lieu le 4 juin 1971. Les années suivantes, l'équipe a disputé des matchs amicaux. Finalement, elles ont voulu participer aux compétitions féminines officielles, au sein du Cercle Bruges.

L'équipe débute en provinciale et devient immédiatement championne, le Cercle Bruges est donc promu en 1re division. L’équipe se maintient  et a parfois eu la compagnie d’un autre club de la ville, le DVV Bruges. En 1980-1981, lors du 10e anniversaire du club, est un succès. Le Cercle Bruges devient champion national et remporte la Coupe de Belgique après une victoire finale contre FC Lady's Scherpenheuvel. Au printemps 1982, le Trophée du mérite sportif est attribué par la ville de Bruges.

La décennie suivante, le Cercle Bruges joue le milieu de tableau mais ne peut répéter le succès de 1981. En 1993, l'équipe se retrouve à la dernière place et est reléguée en 2e division, au moment où une nouvelle infrastructure est mise en service. En 1995, l'équipe remonte au plus haut niveau. Trois ans plus tard, le Cercle Bruges retombe en 2e division.

En 1998, l'équipe féminine se sépare du Cercle Bruges et devient le Cerkelladies Bruges. Cerkelladies reste en 2e division une décennie. En 2009, l'équipe termine dernière et est reléguée en D3. En 2014, l'équipe remonte en D2 et y reste quatre ans, la réforme des championnats permet au club de reste au 3e niveau national. Fin de saison 2017-2018, le Cerkelladies est relégué en provinciale.

## Palmarès
- Champion de Belgique (1) : 1981
- Champion de Belgique D2 (1) : 1995
- Coupe de Belgique (1) : 1981
- Doublé Championnat de Belgique-Coupe de Belgique (1) : 1981

### Bilan
- 3 titres